# Saneamento no Chile
Os serviços de abastecimento de água e saneamento no Chile demonstram bons níveis de cobertura e qualidade média. O setor distingue-se pelo fato de que a maioria das empresas de abastecimento urbano de água são de propriedade privada ou são operadas pelo setor privado. O setor também se orgulha de contar com um marco regulatório moderno e eficiente que inclui um inovador sistema de subsídios em solidariedade aos pobres, possibilitando que se apliquem tarifas mais baixas sem que a capacidade de autofinanciamento das empresas seja afetada.
Um dos pontos fracos do setor, é o desperdício de água. Esse problema, porém, não se reflete no preço das tarifas, uma vez que essas são determinadas com base em uma empresa modelo. O sucesso do modelo pode ser explicado com base nos bons indicadores econômicos e na situação política chilena que favoreceram um desenvolvimento sustentável do setor.